# Kryštof Krýzl
Kryštof Krýzl, né le 12 octobre 1986 à Prague, est un skieur alpin tchèque spécialiste des épreuves techniques (slalom et slalom géant) et de combiné. Il a participé à trois éditions des Jeux olympiques d'hiver, en 2006, 2010 et 2014.

## Biographie
Membre du Dukla Liberec, il est actif dans le cirque blanc à partir de la saison 2001-2002. Il prend part à quatre éditions des Championnats du monde junior, pour obtenir son meilleur résultat en course en 2005 avec une 8e place en slalom géant, avant de remporter une médaille de bronze sur le combiné en 2006 au Québec.
Il fait ses débuts en Coupe du monde en octobre 2005 à Sölden. Auparavant, il participe aux Championnats du monde de Bormio, où il est 22e du slalom. En 2006, toujours en Italie, il prend part aux Jeux olympiques de Turin, où il est notamment 20e du combiné. Il marque ses premiers points en Coupe du monde en début d'année 2008, en combiné et slalom. En fin d'année, il est neuvième du super combiné de Val d'Isère, son meilleur résultat en Coupe du monde.
Aux Championnats du monde 2009, il obtient sa meilleure série de résultats, terminant onzième du combiné et huitième du slalom notamment. En novembre 2009, il gagne sa seule course dans la Coupe d'Europe au slalom géant de Levi.
Il prend part aux Jeux olympiques de Vancouver 2010, où il est 40e de la descente, 23e du slalom géant et 17e du super combiné. Il est aussi présent aux Jeux olympiques de 2014 à Sotchi, où il finit le super combiné au 19e rang.
Il marque des points dans la Coupe du monde chaque saison entre 2008 et 2017. Il remporte le classement général de la Coupe australo-néo-zélandaise en 2017.
Malgré sa non-qualification pour les Jeux olympiques de Pyeongchang en 2018, il continue sa carrière, pour obtenir un autre résultat intéressant aux Championnats du monde 2021 avec le 19e rang au slalom géant.
Il obtient une médaille de bronze à l'Universiade de 2013 au Trentin en slalom.

## Palmarès

### Jeux olympiques d'hiver
| Épreuve / Édition | Descente | Super G | Slalom géant | Slalom      | Combiné / Super combiné |
| JO 2006 Turin     | —        | 34e     | Abandon      | Abandon     | 20e                     |
| JO 2010 Vancouver | 40e      | —       | 23e          | Disqualifié | 17e                     |
| JO 2014 Sotchi    | —        | —       | Abandon      | Abandon     | 19e                     |

Légende :
- — : Krystof Kryzl n'a pas participé à cette épreuve

### Championnats du monde
| Épreuve / Édition                 | Descente | Super G | Slalom géant | Slalom  | Combiné | Parallèle                        |
| Mondiaux 2005 Bormio              | —        | —       | —            | 22e     | Abandon | Épreuve inexistante à cette date |
| Mondiaux 2007 Åre                 | —        | 42e     | Abandon      | Abandon | —       | Épreuve inexistante à cette date |
| Mondiaux 2009 Val d'Isère         | —        | 26e     | 22e          | 8e      | 11e     | Épreuve inexistante à cette date |
| Mondiaux 2011 Garmisch            | —        | —       | 31e          | 39e     | —       | Épreuve inexistante à cette date |
| Mondiaux 2013 Schladming          | —        | —       | —            | 20e     | —       | Épreuve inexistante à cette date |
| Mondiaux 2015 Vail - Beaver Creek | —        | 35e     | 23e          | Abandon | 26e     | Épreuve inexistante à cette date |
| Mondiaux 2017 Saint-Moritz        | —        | Abandon | 32e          | DSQ     | 29e     | Épreuve inexistante à cette date |
| Mondiaux 2019 Åre                 | —        | 41e     | —            | Abandon | —       | Épreuve inexistante à cette date |
| Mondiaux 2021 Cortina             | —        | —       | —            | 19e     | Abandon | Abandon                          |

Légende :

— : Kryštof Krýzl n'a pas participé à cette épreuve
DSQ : disqualification

### Coupe du monde
- Meilleur classement général : 76e en 2009.
- Meilleur résultat : 9e.
- 1 victoire dans une compétition par équipes.

#### Classements
| Année/Classement | Année/Classement | Général | Général | Descente | Descente | Super G | Super G | Slalom géant | Slalom géant | Slalom | Slalom | Combiné | Combiné |
| ---------------- | ---------------- | ------- | ------- | -------- | -------- | ------- | ------- | ------------ | ------------ | ------ | ------ | ------- | ------- |
| Année/Classement | Année/Classement | Class.  | Points  | Class.   | Points   | Class.  | Points  | Class.       | Points       | Class. | Points | Class.  | Points  |
| 2008             | 2008             | 116e    | 21      | -        | -        | -       | -       | -            | -            | 58e    | 7      | 43e     | 14      |
| 2009             | 2009             | 76e     | 78      | -        | -        | -       | -       | 45e          | 9            | 36e    | 31     | -19e    | 38      |
| 2010             | 2010             | 109e    | 27      | -        | -        | -       | -       | 38e          | 14           | 48e    | 13     | -       | -       |
| 2011             | 2011             | 150e    | 8       | -        | -        | -       | -       | -            | -            | -      | -      | 44e     | 8       |
| 2012             | 2012             | 77e     | 83      | -        | -        | -       | -       | 43e          | 10           | 30e    | 68     | 40e     | 5       |
| 2013             | 2013             | 87e     | 46      | -        | -        | -       | -       | -            | -            | 33e    | 46     | -       | -       |
| 2014             | 2014             | 113e    | 18      | -        | -        | -       |         | 41e          | 11           | 48e    | 6      | 41e     | 1       |
| 2015             | 2015             | 118e    | 18      | -        | -        | -       | -       | 45e          | 9            | 53e    | 6      | 40e     | 3       |
| 2016             | 2016             | 99e     | 57      | -        | -        | 58e     | 2       | 37e          | 43           | -      | -      | 35e     | 12      |
| 2017             | 2017             | 81e     | 75      | -        | -        | -       | -       | 37e          | 31           | 45e    | 16     | 19e     | 28      |

### Championnats du monde junior
- Médaille de bronze en combiné en 2006.

### Coupe d'Europe
- 7e du classement de slalom en 2012.
- 6 podiums, dont 1 victoire en slalom géant.

### Universiades
- Trentin 2013 :
  -  Médaille de bronze au slalom.

### Championnats de République tchèque
- Champion du super G en 2009.
- Champion du combiné en 2009 et 2012.
- Champion du slalom en 2009, 2011, 2012, 2013, 2014, 2015, 2016 et 2017.
- Champion du slalom géant en 2012, 2013, 2015, 2016 et 2017.